# .cd
.cd ist die länderspezifische Top-Level-Domain (ccTLD) der Demokratischen Republik Kongo. Sie existiert seit dem 20. August 1997 und wird vom öffentlich-rechtlichen Unternehmen Office Congolais des Postes et Télécommunications (OCPT) verwaltet, das zum Ministerium für Post und Telekommunikation gehört. In seiner Rolle als Network Information Center tritt es unter der Abkürzung CDNIC öffentlich auf.

## Geschichte
Die Top-Level-Domain ist direkter Nachfolger von .zr, das zuvor für den Staat Zaire bis dessen Umbenennung genutzt wurde. Zunächst konnte .cd nicht aktiv genutzt werden, da kein Network Information Center vorhanden war. Daraufhin beanspruchten im April 2004 sowohl das deutsche Unternehmen Key-Systems als auch das sogenannte Congo Internet Management die Rolle der Vergabestelle. Ersterer Anbieter gab bereits 2001 bekannt, .cd-Domains zu registrieren.

## Eigenschaften
Domains werden sowohl auf zweiter als auch dritter Ebene angemeldet, offiziell gibt es mit .com.cd, .net.cd, .org.cd, .edu.cd, .mil.cd sowie .ac.cd insgesamt sechs Second-Level-Domains. Internationalisierte Domainnamen sind nicht möglich, es können nur alphanumerische Zeichen verwendet werden. Eine .cd-Domain muss zwischen einem und 63 Zeichen lang sein, wobei bestimmte Wörter mit drei Buchstaben nicht erlaubt sind. Auch andere generische Bezeichnungen oder solche, die auf andere Top-Level-Domains hinweisen oder beispielsweise religiösen Bezug haben, sind nicht möglich.